# Esquí acrobàtic als Jocs Olímpics d'hivern de 2018 - Bamps femenins
La prova de bamps femenins va ser una de les deu proves que es disputaren als Jocs Olímpics d'Hivern de 2018 de Pyeongchang (Corea del Sud) dins el programa d'esquí acrobàtic. La competició es va disputar entre el 9 i l'11 de febrer al Bogwang Phoenix Park.

## Calendari
Els temps són UTC+09:00.
| Data         | Horari | Mànega        |
| ------------ | ------ | ------------- |
| 9 de febrer  | 10:00  | Classificació |
| 11 de febrer | 19:30  | Final         |

## Resum de medalles
| Or                    | Argent                        | Bronze                 |
| Perrine Laffont (FRA) | Justine Dufour-Lapointe (CAN) | Yuliya Galysheva (KAZ) |

## Classificació
En la primera ronda de classificació les 10 millors esquiadores passen directament a la final. Les altres passen a una segona ronda de classificació.

### Classificació 1
QF — Classificat per la final
Bib — Dorsal
DNF — No finalitza
DNS — No surt
| Pos. | Dorsal | Atleta                  | País                       | Temps | Punts | Punts | Punts | Total | Notes |
| Pos. | Dorsal | Atleta                  | País                       | Temps | Girs  | Aire  | Temps | Total | Notes |
| ---- | ------ | ----------------------- | -------------------------- | ----- | ----- | ----- | ----- | ----- | ----- |
| 1    | 13     | Perrine Laffont         | França                     | 28.87 | 50.5  | 13.75 | 15.47 | 79.72 | QF    |
| 2    | 3      | Andi Naude              | Canadà                     | 29.10 | 49.6  | 14.79 | 15.21 | 79.60 | QF    |
| 3    | 5      | Morgan Schild           | Estats Units               | 29.76 | 48.8  | 14.48 | 14.48 | 77.74 | QF    |
| 4    | 8      | Justine Dufour-Lapointe | Canadà                     | 29.26 | 48.3  | 14.33 | 15.03 | 77.66 | QF    |
| 5    | 18     | Jaelin Kauf             | Estats Units               | 28.91 | 48.3  | 13.73 | 15.42 | 77.45 | QF    |
| 6    | 2      | Britteny Cox            | Austràlia                  | 28.94 | 48.4  | 12.99 | 15.39 | 76.78 | QF    |
| 7    | 19     | Yuliya Galysheva        | Kazakhstan                 | 30.51 | 47.1  | 15.64 | 13.62 | 76.36 | QF    |
| 8    | 10     | Keaton McCargo          | Estats Units               | 29.84 | 48.5  | 12.80 | 14.37 | 75.67 | QF    |
| 9    | 9      | Arisa Murata            | Japó                       | 29.90 | 46.0  | 13.83 | 14.30 | 74.13 | QF    |
| 10   | 16     | Audrey Robichaud        | Canadà                     | 32.32 | 48.3  | 12.60 | 11.58 | 72.48 | QF    |
| 11   | 20     | Regina Rakhimova        | Atletes Olímpics de Rússia | 31.74 | 45.4  | 14.14 | 12.23 | 71.77 |       |
| 12   | 1      | Marika Pertakhiya       | Atletes Olímpics de Rússia | 30.37 | 44.6  | 12.05 | 13.78 | 70.43 |       |
| 13   | 15     | Chloé Dufour-Lapointe   | Canadà                     | 30.01 | 44.0  | 11.35 | 14.18 | 69.53 |       |
| 14   | 21     | Jakara Anthony          | Austràlia                  | 30.52 | 43.4  | 12.48 | 13.61 | 69.49 |       |
| 15   | 25     | Madii Himbury           | Austràlia                  | 31.45 | 44.0  | 12.42 | 12.56 | 68.98 |       |
| 16   | 30     | Camille Cabrol          | França                     | 31.96 | 44.7  | 12.21 | 11.98 | 68.89 |       |
| 17   | 28     | Claudia Gueli           | Austràlia                  | 31.17 | 43.1  | 12.71 | 12.87 | 68.68 |       |
| 18   | 11     | Hedvig Wessel           | Noruega                    | 29.70 | 42.0  | 12.11 | 14.53 | 68.64 |       |
| 19   | 14     | Seo Jee-won             | Corea del Sud              | 30.71 | 45.0  | 10.07 | 13.39 | 68.46 |       |
| 20   | 17     | Ekaterina Stolyarova    | Atletes Olímpics de Rússia | 30.82 | 42.3  | 12.12 | 13.27 | 67.69 |       |
| 21   | 6      | Deborah Scanzio         | Suïssa                     | 30.82 | 41.2  | 11.91 | 13.27 | 66.38 |       |
| 22   | 29     | Tess Johnson            | Estats Units               | 30.56 | 41.7  | 10.29 | 13.56 | 65.55 |       |
| 23   | 26     | Katharina Förster       | Alemanya                   | 29.71 | 39.4  | 9.25  | 14.52 | 63.17 |       |
| 24   | 24     | Léa Bouard              | Alemanya                   | 29.18 | 33.6  | 6.99  | 15.12 | 55.71 |       |
| 25   | 12     | Melanie Meilinger       | Àustria                    | 33.78 | 37.0  | 8.02  | 9.93  | 54.95 |       |
| 26   | 22     | Ayaulum Amrenova        | Kazakhstan                 | 35.15 | 36.5  | 7.89  | 8.39  | 52.78 |       |
| 27   | 4      | Wang Jin                | R.P. de la Xina            | 34.87 | 35.9  | 6.69  | 8.70  | 51.29 |       |
| 28   | 23     | Guan Ziyan              | R.P. de la Xina            | 36.30 | 32.7  | 8.32  | 7.09  | 48.11 |       |
| 29   | 27     | Tetiana Petrova         | Ucraïna                    | 36.69 | 31.5  | 8.04  | 6.65  | 46.19 |       |
| 30   | 7      | Seo Jung-hwa            | Corea del Sud              | 41.80 | 9.2   | 6.47  | 0.90  | 16.57 |       |

### Classificació 2
QF — Classificat per la final
Bib — Dorsal
DNF — No finalitza
DNS — No surt
| Pos. | Ordre | Nom                   | País                       | Qual 1 | Temps | Punts | Punts | Punts | Total | Millor | Notes |
| Pos. | Ordre | Nom                   | País                       | Qual 1 | Temps | Girs  | Aire  | Temps | Total | Millor | Notes |
| ---- | ----- | --------------------- | -------------------------- | ------ | ----- | ----- | ----- | ----- | ----- | ------ | ----- |
| 1    | 19    | Tess Johnson          | Estats Units               | 65.55  | 30.97 | 50.0  | 12.23 | 13.10 | 75.33 | 75.33  | QF    |
| 2    | 9     | Ekaterina Stolyarova  | Atletes Olímpics de Rússia | 67.69  | 30.63 | 47.8  | 12.12 | 13.48 | 73.40 | 73.40  | QF    |
| 3    | 11    | Jakara Anthony        | Austràlia                  | 69.49  | 31.69 | 48.3  | 12.76 | 12.29 | 73.35 | 73.35  | QF    |
| 4    | 10    | Regina Rakhimova      | Atletes Olímpics de Rússia | 71.77  | 31.95 | 46.7  | 14.12 | 12.00 | 72.82 | 72.82  | QF    |
| 5    | 5     | Hedvig Wessel         | Noruega                    | 68.64  | 30.03 | 44.9  | 12.60 | 14.16 | 71.66 | 71.66  | QF    |
| 6    | 4     | Seo Jung-hwa          | Corea del Sud              | 16.57  | 29.45 | 44.4  | 12.37 | 14.81 | 71.58 | 71.58  | QF    |
| 7    | 1     | Marika Pertakhiya     | Atletes Olímpics de Rússia | 70.43  | 36.98 | 16.8  | 7.79  | 6.33  | 30.92 | 70.43  | QF    |
| 8    | 8     | Chloé Dufour-Lapointe | Canadà                     | 69.53  | 29.45 | 43.4  | 10.27 | 14.81 | 68.48 | 69.53  | QF    |
| 9    | 16    | Katharina Förster     | Alemanya                   | 63.17  | 30.05 | 45.9  | 9.34  | 14.14 | 69.38 | 69.38  | QF    |
| 10   | 15    | Madii Himbury         | Austràlia                  | 68.98  | 31.44 | 45.8  | 10.99 | 12.57 | 69.36 | 69.36  | QF    |
| 11   | 3     | Deborah Scanzio       | Suïssa                     | 66.38  | 31.29 | 44.7  | 11.58 | 12.74 | 69.02 | 69.02  |       |
| 12   | 20    | Camille Cabrol        | França                     | 68.89  | DNF   | DNF   | DNF   | DNF   | DNF   | 68.89  |       |
| 13   | 18    | Claudia Gueli         | Austràlia                  | 68.68  | 38.35 | 19.5  | 10.91 | 4.78  | 35.19 | 68.68  |       |
| 14   | 7     | Seo Jee-won           | Corea del Sud              | 68.46  | 31.55 | 44.2  | 7.96  | 12.45 | 64.61 | 68.46  |       |
| 15   | 14    | Léa Bouard            | Alemanya                   | 55.71  | 28.96 | 40.1  | 9.62  | 15.36 | 65.08 | 65.08  |       |
| 16   | 6     | Melanie Meilinger     | Àustria                    | 54.95  | 34.61 | 41.2  | 7.51  | 9.00  | 57.71 | 57.71  |       |
| 17   | 12    | Ayaulum Amrenova      | Kazakhstan                 | 52.78  | 35.25 | 23.4  | 7.00  | 8.28  | 38.68 | 52.78  |       |
| 18   | 13    | Guan Ziyan            | R.P. de la Xina            | 48.11  | 35.50 | 35.6  | 8.20  | 8.00  | 51.80 | 51.80  |       |
| 19   | 2     | Wang Jin              | R.P. de la Xina            | 51.29  | 35.01 | 28.2  | 6.31  | 8.55  | 43.06 | 51.29  |       |
| 20   | 17    | Tetiana Petrova       | Ucraïna                    | 46.19  | 37.62 | 14.3  | 3.16  | 5.61  | 23.07 | 46.19  |       |

## Final
Les finals es va disputar l'11 de febrer de 2018. Les dotze millors esquiadores passen a una segona final.

### Final 1
Q — Classificat per la següent ronda
DNF — No finalitza
| Pos. | Ordre | Nom                     | País                       | Temps | Punts | Punts | Punts | Total | Notes |
| Pos. | Ordre | Nom                     | País                       | Temps | Girs  | Aire  | Temps | Total | Notes |
| ---- | ----- | ----------------------- | -------------------------- | ----- | ----- | ----- | ----- | ----- | ----- |
| 1    | 17    | Justine Dufour-Lapointe | Canadà                     | 29.70 | 50.6  | 14.37 | 14.53 | 79.50 | Q     |
| 2    | 16    | Jaelin Kauf             | Estats Units               | 28.79 | 50.7  | 12.47 | 15.56 | 78.73 | Q     |
| 3    | 13    | Keaton McCargo          | Estats Units               | 30.04 | 50.6  | 12.13 | 14.15 | 76.88 | Q     |
| 4    | 8     | Jakara Anthony          | Austràlia                  | 30.46 | 50.1  | 13.04 | 13.67 | 76.81 | Q     |
| 5    | 15    | Britteny Cox            | Austràlia                  | 29.19 | 48.1  | 12.59 | 15.10 | 75.79 | Q     |
| 6    | 20    | Perrine Laffont         | França                     | 29.33 | 48.1  | 12.71 | 14.95 | 75.76 | Q     |
| 7    | 14    | Yuliya Galysheva        | Kazakhstan                 | 30.62 | 47.3  | 14.31 | 13.49 | 75.10 | Q     |
| 8    | 11    | Audrey Robichaud        | Canadà                     | 32.00 | 47.2  | 15.13 | 11.94 | 74.27 | Q     |
| 9    | 10    | Tess Johnson            | Estats Units               | 30.68 | 47.7  | 12.97 | 13.43 | 74.10 | Q     |
| 10   | 19    | Andi Naude              | Canadà                     | 29.06 | 45.5  | 13.24 | 15.25 | 73.99 | Q     |
| 11   | 7     | Regina Rakhimova        | Atletes Olímpics de Rússia | 30.92 | 46.6  | 13.82 | 13.16 | 73.58 | Q     |
| 12   | 9     | Ekaterina Stolyarova    | Atletes Olímpics de Rússia | 30.52 | 48.0  | 11.62 | 13.61 | 73.23 | Q     |
| 13   | 2     | Katharina Förster       | Alemanya                   | 29.63 | 46.4  | 11.32 | 14.61 | 72.33 |       |
| 14   | 5     | Seo Jung-hwa            | Corea del Sud              | 29.77 | 45.0  | 12.86 | 14.45 | 72.31 |       |
| 15   | 18    | Morgan Schild           | Estats Units               | 30.80 | 45.5  | 13.44 | 13.29 | 72.23 |       |
| 16   | 4     | Marika Pertakhiya       | Atletes Olímpics de Rússia | 30.52 | 46.9  | 11.14 | 13.61 | 71.65 |       |
| 17   | 3     | Chloé Dufour-Lapointe   | Canadà                     | 30.39 | 45.8  | 11.43 | 13.75 | 70.98 |       |
| 18   | 12    | Arisa Murata            | Japó                       | 30.51 | 44.8  | 12.35 | 13.62 | 70.77 |       |
| 19   | 6     | Hedvig Wessel           | Noruega                    | 29.99 | 43.0  | 11.57 | 14.20 | 68.77 |       |
| 20   | 1     | Madii Himbury           | Austràlia                  | 31.03 | 42.5  | 12.66 | 13.03 | 68.19 |       |

#### Final 2
Les 6 millors esquiadores de la segona final passen a la tercera i definitiva final.
Q — Classificat per la següent ronda
| Pos. | Ordre | Nom                     | País                       | Temps | Punts | Punts | Punts | Total | Notes |
| Pos. | Ordre | Nom                     | País                       | Temps | Girs  | Aire  | Temps | Total | Notes |
| ---- | ----- | ----------------------- | -------------------------- | ----- | ----- | ----- | ----- | ----- | ----- |
| 1    | 3     | Andi Naude              | Canadà                     | 28.98 | 48.2  | 15.24 | 15.34 | 78.78 | Q     |
| 2    | 8     | Britteny Cox            | Austràlia                  | 28.99 | 49.6  | 13.35 | 15.33 | 78.28 | Q     |
| 3    | 7     | Perrine Laffont         | França                     | 29.78 | 49.7  | 13.72 | 14.44 | 77.86 | Q     |
| 4    | 12    | Justine Dufour-Lapointe | Canadà                     | 29.70 | 49.1  | 13.85 | 14.53 | 77.48 | Q     |
| 5    | 9     | Jakara Anthony          | Austràlia                  | 30.48 | 50.4  | 12.80 | 13.65 | 76.85 | Q     |
| 6    | 6     | Yuliya Galysheva        | Kazakhstan                 | 30.65 | 47.6  | 15.75 | 13.46 | 76.81 | Q     |
| 7    | 11    | Jaelin Kauf             | Estats Units               | 28.74 | 47.3  | 13.12 | 15.61 | 76.03 |       |
| 8    | 10    | Keaton McCargo          | Estats Units               | 29.54 | 48.2  | 12.88 | 14.71 | 75.79 |       |
| 9    | 5     | Audrey Robichaud        | Canadà                     | 32.47 | 48.2  | 15.28 | 11.41 | 74.89 |       |
| 10   | 2     | Regina Rakhimova        | Atletes Olímpics de Rússia | 30.87 | 46.0  | 14.34 | 13.21 | 73.55 |       |
| 11   | 1     | Ekaterina Stolyarova    | Atletes Olímpics de Rússia | 30.48 | 47.1  | 11.99 | 13.65 | 72.74 |       |
| 12   | 4     | Tess Johnson            | Estats Units               | 30.77 | 46.7  | 10.47 | 13.32 | 70.49 |       |

#### Final 3
La tercera final determina la vencedora final.
| Pos. | Ordre | Nom                     | País       | Temps | Punts | Punts | Punts | Total | Notes |
| Pos. | Ordre | Nom                     | País       | Temps | Girs  | Aire  | Temps | Total | Notes |
| ---- | ----- | ----------------------- | ---------- | ----- | ----- | ----- | ----- | ----- | ----- |
| 1    | 4     | Perrine Laffont         | França     | 29.36 | 50.5  | 13.24 | 14.91 | 78.65 |       |
| 2    | 3     | Justine Dufour-Lapointe | Canadà     | 29.54 | 49.4  | 14.45 | 14.71 | 78.56 |       |
| 3    | 1     | Yuliya Galysheva        | Kazakhstan | 30.14 | 47.9  | 15.47 | 14.03 | 77.40 |       |
| 4    | 2     | Jakara Anthony          | Austràlia  | 30.94 | 49.1  | 13.12 | 13.13 | 75.35 |       |
| 5    | 5     | Britteny Cox            | Austràlia  | 28.29 | 47.3  | 11.66 | 16.12 | 75.08 |       |
| 6    | 6     | Andi Naude              | Canadà     | DNF   | DNF   | DNF   | DNF   | DNF   |       |